# Ferdinand Andri
Ferdinand Andri (Waidhofen and der Ybbs, Baja Austria, 1 de marzo de 1871 – Viena, 19 de mayo de 1956) fue un pintor y artista gráfico austríaco.

## Biografía
Se formó como aprendiz de tallista de madera en Ottenheim, cerca de Linz a la vez que se formaba en la Escuela Estatal de Comercio de Innsbruck desde 1884 hasta 1886. Ese año se trasladó a Viena, donde entró en la Academia de Bellas Artes y en la que estudiaría hasta 1893. Entre 1892 y 1894 asistió a la Escuela de Arte de Karlsruhe con Caspar Ritter y Claus Mayer.
Tras su regreso a Viena, y desde 1899 hasta 1909, fue miembro de la Secesión de Viena, actuando en calidad de presidente los años de 1905 y 1906. En 1912 se unió al Deutscher Werkbund.
Durante la Primera Guerra Mundial, solicitó incorporarse a una agencia de prensa para convertirse en artista de guerra. Su aceptación le llevó a Montenegro, Albania o los Dolomitas, entre otras localizaciones.
Cuando terminó la guerra, se trasladó a St. Pölten, y paralelamente recibió un puesto de profesor en la Academia de Viena, donde ejerció hasta 1939. Fue también cofundador de la Österreichischer Werkbund.